# Македония (1926 – 1934)
Вижте пояснителната страница за други значения на Македония.
„Македония“ с подзаглавие Всекидневник за политика, културен живот и информация е български вестник, който излиза в София, Царство България, от 11 октомври 1926 до 31 август 1934 година. „Македония“ е най-разпространеният и най-влиятелният български вестник по онова време сред македонската емиграция в България и е близък на кръговете на Вътрешната македонска революционна организация.
През есента на 1926 година Централния комитет, Задграничното представителство и Висшият организационен съвет на ВМРО взимат решение за издаване на единен ежедневник, който да отразява македонската тематика - така седмичните вестници „Независима Македония“, „Илинден“ и „Устрем“, съответно печатни органи на Съюза на македонските културно-просветни и благотворителни братства, Илинденската организация и Македонския младежки съюз се обединяват. Издаването им е преустановено и на тяхно място излиза вестник „Македония“. Решено е директор на вестника да е Георги Кулишев, главен редактор Йордан Бадев и редактори Кръстьо Велянов и Никола Джеров. По-късно Бадев заминава за Париж и на негово място идва Васил Пундев.
В програмната статия на брой 1 „Македонският въпрос чака своето разрешение“ на два пъти се подчертава
| „ | дълбокото национално съзнание на македонските българи | “ |

След убийството на Александър Протогеров Кулишев, Пундев и Джеров напускат редакцията, като издават прощален дублиращ брой № 615 и той е овладян от михайловисткото крило. Пундев започва да издава вестник „Вардар“. Начело на вестника застават Симеон Евтимов и Димитър Талев. Вестникът е за присъединяването на Македония към България. В 1932 година вестникът временно е спрян и на негово място излиза „Независима Македония“ с редактор Велко Думев.
Скоро след извършването на Деветнадесетомайския преврат от 1934 година издаването на вестника е преустановено.